# 茨城県立海洋高等学校
茨城県立海洋高等学校（いばらきけんりつかいようこうとうがっこう）は、茨城県ひたちなか市にある県立の水産高等学校。

## 設置学科
- 海洋技術科
- 海洋食品科
- 海洋産業科

## 沿革
- 1934年 - 茨城県水産試験場講習部として創立
- 1942年 - 茨城県立湊水産学校に改称
- 1948年 - 茨城県立那珂湊水産高等学校に改称
- 1993年 - 茨城県立海洋高等学校に改称
- 2016年 - 海洋工学科、専攻科廃止

## 所在地
- 茨城県ひたちなか市和田町3-1-26